# Силікатний (Ковилкінський район)
Силіка́тний (рос. Силикатный, ерз. Силикатный) — селище у складі Ковилкінського району Мордовії, Росія. Адміністративний центр Шингарінського сільського поселення.
Населення — 1158 осіб 2010; 1237 у 2002).
Національний склад станом на 2002 рік:
- мордва — 49 %
- росіяни — 48 %